# Lori Spee
Lori Spee (Ardmore (Oklahoma), 1 september 1946) is een Amerikaans-Nederlandse zangeres. Sinds 1970 woont ze samen met haar Nederlandse echtgenoot in het Nederlandse Geleen.
Met behulp van studio-eigenaar Jan Theelen pakte ze omstreeks 1974 haar zangcarrière weer op. In 1980 trad ze op in het televisieprogramma Music Gallery. In 1980 verscheen haar debuutalbum Behind Those Eyes, waarvoor ze een Edison en een gouden plaat won. Van dit album werd "How Many Times" een hit. Later volgde de single "Good News, Bad News".
In oktober 1982 verscheen de tweede plaat, Dreamland. Het titelstuk van deze plaat is gebruikt in de film Ademloos, met Monique van de Ven in de hoofdrol. In 1983 kreeg Spee voor haar hele oeuvre de Pall Mall Export Prijs. Ze toerde langs theaters in Nederland en België. Als presentatrice trad ze op in het Amerikaanse televisieprogramma Holland On Satellite. In België speelde ze de hoofdrol in de Engelse televisieserie/cursus Take It Easy van de BRTN. In 1983 verscheen ook haar derde album, Intuition, wat haar opnieuw een Edison opleverde. In 1986 nam ze samen met Gary Brooker, de leadzanger van Procol Harum, het duet "Two Fools In Love" op.
Sinds 1992 werkt zij samen met Herman van Veen. Spee vertaalt voor hem zijn liedjes, dialogen en conferences in het Engels. Zo is ook het idee geboren zélf een aantal van deze liedjes op te nemen. Dit resulteerde in 1997 in het album Promises: Lori Spee sings Herman van Veen.
Na een sabbatical treedt ze vanaf 2017 weer op.

## Discografie

### Singles
- 1980 Crazy Inside
- 1982 How Many Times
- 1982 Familiar Ground
- 1982 Good News, Bad News
- 1983 Time To Go
- 1983 Nobody Plays For Fun
- 1984 Take It Like A Man
- 1984 Sugar
- 1984 I Wanna Believe
- 1985 Let The Nations Play
- 1986 Two Fools In Love
- 1986 One Step
- 1986 These Things Happen
- 1993 Try Understanding
- 1994 I Saw A Light
- 1994 On The Lookout
- 1997 Anne
- 1997 Promises
- 1997 Time Ticks
- 1998 Anders Anders

### Albums
- 1980 Behind Those Eyes
- 1982 Dreamland
- 1983 Intuition
- 1986 One Step
- 1993 Inside The Walls Of Love
- 1997 Promises
- 1998 An Evening With Lori Spee
- 2004 The First Lady

### NPO Radio 2 Top 2000
| Nummer met noteringen in de NPO Radio 2 Top 2000 | '99  | '00 | '01  | '02 | '03  | '04 | '05  | '06  |
| ------------------------------------------------ | ---- | --- | ---- | --- | ---- | --- | ---- | ---- |
| How Many Times                                   | 1574 | -   | 1703 | -   | 1918 | -   | 1991 | 1925 |

1. ↑  Een '-' betekent dat het nummer niet was genoteerd en een vetgedrukt getal geeft de hoogste notering aan.
2. ↑  Deze tabel is bijgewerkt tot en met de laatste editie (2024).